# Raymond Delaporte
Pour les articles homonymes, voir Delaporte.
Raymond Delaporte, né le 13 septembre 1907 à Châteauneuf-du-Faou dans le département français du Finistère et mort dans cette même ville le 7 novembre 1990, est un militant nationaliste breton impliqué dans la collaboration, également grand défenseur de la langue bretonne. Catholique fervent, il fut président du Bleun-Brug et du Parti national breton.

## Jeunesse
Raymond Delaporte naît à Châteauneuf-du-Faou, dans le centre du Finistère, le 13 septembre 1907. C'est le premier enfant de Raymond Delaporte, avocat issu de la petite noblesse locale, et de Caroline Dubuisson, fille de Louis Dubuisson, médecin, maire de la commune et député de tendance gauche radicale. Le couple fait partie des notables locaux : tirant de bons revenus de leurs propriétés familiales, le père est membre de sociétés savantes et considéré comme un « puits de science » ; la mère tient salon deux fois par semaine. Ils ont deux autres fils : Hervé né en 1909 et Yves en 1912. Caroline décède des suites de l'accouchement quelques jours après la naissance de son dernier enfant.

## Ses premiers engagements politiques
Docteur en droit de l'université d'Angers, c'est un celtisant érudit. En 1928, il adhère au Parti autonomiste breton, et lors de la scission de ce dernier en 1931, il rejoint le Parti national breton. Devenu avocat à Châteaulin, il démissionne du PNB en 1937 car il juge Olier Mordrel trop extrémiste et aussi afin de se consacrer à l'administration du Bleun-Brug dont il devient président en 1938. Il est aussi président de Breuriez ar Brezoneg er Skoliou (la Fraternité du breton à l'école), association complémentaire du Bleun-Brug.

## Le parti national breton
En décembre 1940, Olier Mordrel démissionne de la direction du Parti national breton et est remplacé par Raymond Delaporte (assisté de ses frères Hervé et Yves, qui restera à ce poste jusqu'en août 1944). Le Parti national breton dirigé par les frères Delaporte tente une politique de non-engagement entre les Allemands et Pétain[pas clair]. Raymond Delaporte cherche à apparaître comme un homme affable, prêt à envisager une politique conciliante avec Vichy et, en chrétien sincère, résolu à intervenir auprès de l'épiscopat breton pour lever les mesures d'excommunication de 1940 des nationalistes bretons. Il est aussi sous l'influence de son frère Yves Delaporte, éminence grise du parti. Le troisième frère, Hervé Delaporte, médecin (auteur d'un ouvrage médical sur la syphilis) et militant du PNB, soigna de nombreux résistants du maquis de Châteauneuf-du-Faou, blessés dans les combats ou malades.

### 1941
Les scandales du ravitaillement[Quoi ?], dénoncés par L'Heure bretonne, enveniment les rapports avec l'administration de Vichy, et notamment le préfet François Ripert ; or Delaporte avait souhaité que ces rapports fussent conciliants. Un changement d'attitude se produit au fur et à mesure de 1941 dans les attaques contre Vichy.
Il écrit dans ce journal le 26 avril 1941 : « Ce que Vichy nous a offert jusqu'ici, c'était une soumission complète à ses volontés, à ses caprices… Ce que nous voulons nous c'est que le peuple breton collabore avec tous les autres peuples de l'Europe à une reconstruction économique, sociale, spirituelle et diplomatique du continent ». Le 22 juin 1941, à l'occasion de l'entrée des troupes allemandes en Russie, il écrit : « Il est certain que si un gouvernement breton avait existé à Rennes, il eût été dès le premier jour aux côtés des défenseurs de l'Idéal Nouveau et des constructeurs du Nouvel Ordre Européen. Ce gouvernement n'aurait pas attendu neuf jours le temps de voir clair pour prendre position ».
Le 18 octobre 1941, il écrit dans le même journal : « La débâcle des armées soviétiques prépare la défaite des Anglo-Saxons. (…) La dernière phase de la guerre commence avec l'écrasement de la Russie soviétique. Elle marquera pour les Celtes, aux côtés des peuples nordiques, le début d'une nouvelle ère de leur histoire, l'ère de la construction d'une société celtique ». Quelques semaines auparavant, il avait écrit : « La race bretonne doit être protégée de l'extérieur et de l'intérieur. ».

### 1943
Dans L'Heure bretonne du 14 mars 1943, Raymond Delaporte écrit qu'il souhaite « un État breton autonome dans le cadre de l'État français ». Il se montre nettement plus modéré que des extrémistes comme Célestin Lainé. En octobre 1943, une crise éclate au sein du Parti national breton : Raymond Delaporte décide de cesser de financer les troupes du "Service spécial" de Célestin Lainé, qui fonde alors le Bezen Cadoudal, renommé ensuite Bezen Perrot.

## Exil
Il se cache à Paris à la fin de la guerre puis se réfugie en Irlande où il enseigne à Cork. Son frère, Yves Delaporte, se cache en Écosse. Tous les deux sont condamnés, par contumace, à 20 ans de travaux forcés, puis acquittés en appel. Il revient se constituer prisonnier pour exposer au tribunal militaire comment le Parti national breton (que les Allemands n'avaient jamais, selon lui, reconnu mais seulement toléré) s'en était tenu à une stricte neutralité sur le plan de la politique internationale. Il déclare catégoriquement à ses juges qu'il soupçonnait que certains d'entre eux pensaient en secret ce jour-là ce qu'il avait eu l'audace ou l'imprudence d'exprimer publiquement quelques années auparavant[pas clair][réf. nécessaire].

## Publications
- War Du ar Pal, revue créée en 1938 par les frères Delaporte
- Geriadur bihan brezhoneg-saozneg ha saozneg-brezhoneg (Petit dictionnaire breton-anglais-breton). Lesneven : Mouladurioù Hor Yezh : 1985 (augmenté par Divi Kervella et Kristian Brisson ; avec supplément grammatical et phonétique)
- Geriadur brezhoneg-saozneg gant skouerioù (Dictionnaire breton-anglais). Lesneven : Mouladurioù Hor Yezh, 3 tomes : 1986, 1989, 1993

## Archives et fonds
- Certaines archives[9] de Raymond Delaporte ont été déposées en 1997 à la Bibliothèque Yves-Le Gallo[10] du Centre de recherche bretonne et celtique (CRBC) de l'Université de Bretagne-Occidentale.